# Atlético Deportivo Olímpico
Atlético Deportivo Olímpico fue un club de fútbol peruano, que jugaba en la ciudad del Callao, Perú. Fue fundado en 1946 y jugó una temporada en la Primera División del Perú en el Campeonato Descentralizado 1971.

## Historia
Atlético Deportivo Olímpico fue fundado el 8 de agosto de 1946 por Lucas Huanira, los hermanos Gandolfo, entre otros jóvenes chalacos, y fue elegido como primer presidente Gilberto Fernández.
En 1963 ganó la Liga Amateur del Callao y, tras vencer a Santiago Barranco, logró el ascenso a la Segunda División del Perú. En la Segunda División 1968, Atlético Deportivo Olímpico quedó en segundo lugar por detrás de Deportivo Municipal que logró el ascenso a la Primera División.
El club fue campeón en Segunda División 1970 dirigido por Pedro Valdivieso y ascendió a Primera División. En aquella campaña, el club compitió por la punta del torneo contra Atlético Sicaya y el Centro Iqueño. El club ADO  tenía 26 puntos, mientras que el Centro Iqueño con 22 puntos. Sin embargo, en la penúltima fecha el Centro Iqueño no jugó, porque descansó. El club ADO se enfrentó nuevamente al Atlético Sicaya, con un resultado favorable 2-1, goles de Augusto Palacios. Finalmente en la fecha final, el club vence al Independiente Sacachispas por 2-0, asegurando el título del torneo. 
Ante este hecho, el club clasifica al Campeonato Descentralizado 1971, pero terminó en el puesto 14 y fue relegado del mismo año.
Retornó a la Segunda División para la temporada 1972. Rivalidó la permanencia de la categoría contra Atlético Sicaya contra quien disputó dos encuentros. El primero que terminó en empate a cero goles y en el segundo partido el triunfo fue para Atlético Deportivo Olímpico por 2 - 0. Para el siguiente año, la Segunda División fue desactivada por lo que el club fue relegado a la Liga del Callao donde jugó hasta 1974 cuando descendió. Al año siguiente no se presentó a jugar en Segunda Distrital y desapareció.

## Datos del club
- Temporadas en Primera División: 1 (1971).
- Temporadas en Segunda División: 8 (1964-1970, 1972).

## Jugadores
| - Víctor ‘Pichicho’ Benavides - Augusto Palacios - Alfredo Mimbela - Zárate - El 'Manco' Jaime Santillana - Nitten - Hugo Palacios Meza - Alejandro Gonzáles - Jorge Ezeta - Findelberger - Fernando Loayza | - Henry Perales - César Cárdenas - Manuel "Chicho" Uribe - Adrián Bernal - Ubilluz - Claudio Turatti - Carozzi - Marcos Portilla - Santillana Gonzáles - Oscar Sánchez Silva Lama - Félix David Padilla Merino |  |

## Entrenadores
- Cornelio Heredia (1964)
- Segundo Castillo (1965)
- Augusto Palacios (1970)
- Pedro Valdivieso (1970), Campeón Segunda División del Perú 1970
- Juan José Tan (1970-1972)

## Palmarés

### Torneos nacionales
- Segunda División del Perú (1): 1970.
- Subcampeón de la Segunda División del Perú (1):  1968.

### Torneos regionales
- Liga Amateur del Callao (1): 1963.
- Segunda División de la Liga Amateur del Callao: 1951.